# Bomba vulcânica

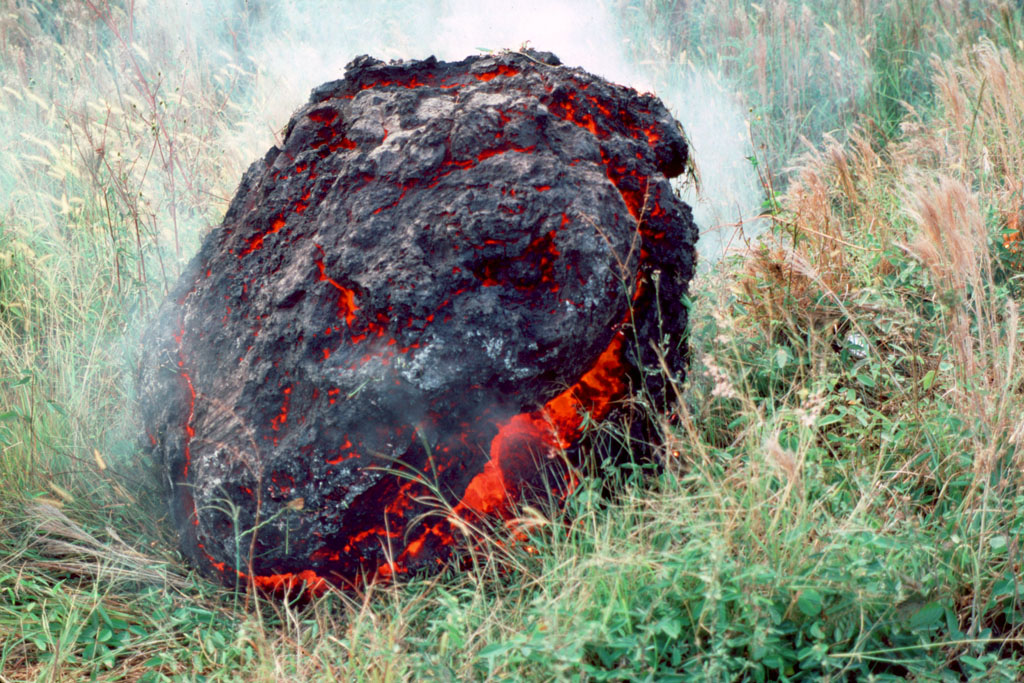
Uma bomba vulcânica ejetada do vulcão Kilauea, Havaí, EUA em 1983.

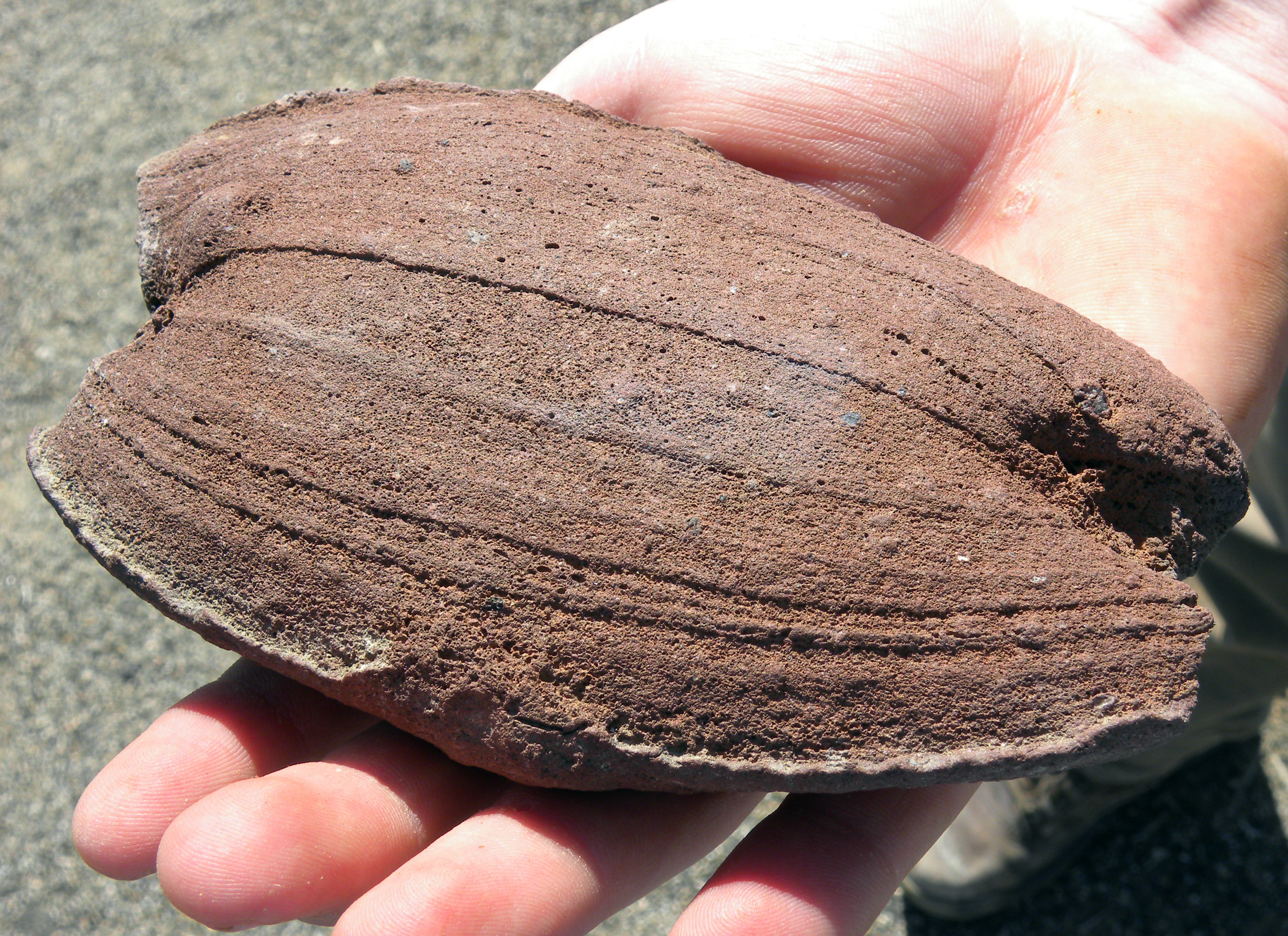
Uma bomba vulcânica fusiforme no deserto de Mojave, Califórnia, EUA.

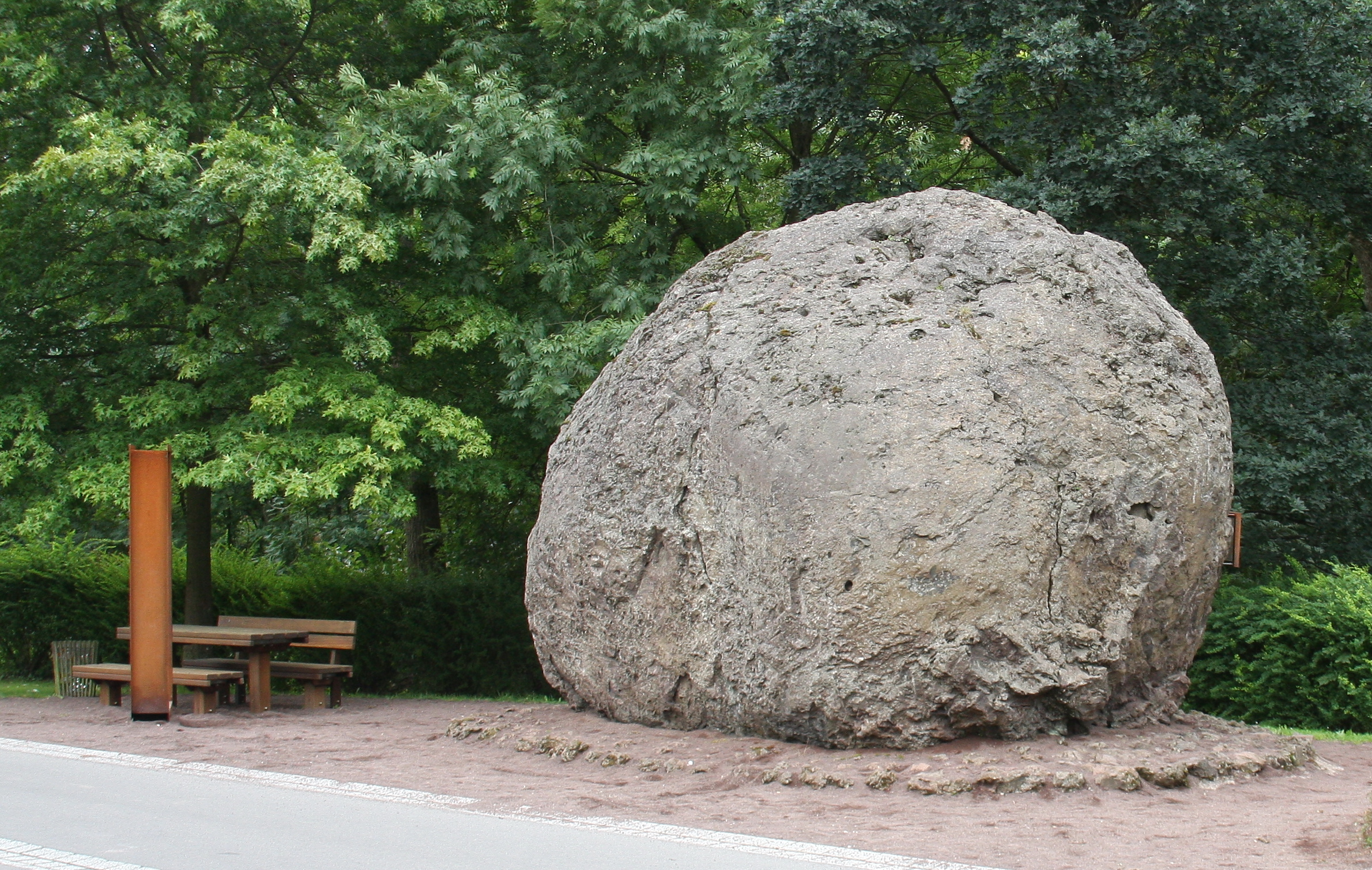
Uma bomba vulcânica em Strohn, Renânia-Palatinado, Alemanha, descoberto em 1969, pesa cerca de 120 toneladas e tem um diâmetro de 5 metros. Foi emitido durante uma erupção vulcânica em 8300 a.C.

Uma bomba vulcânica é um tipo de piroclasto de diâmetro superior a 64 mm, formado quando um vulcão explosivo expele fragmentos viscosos de lava durante uma erupção. Estes fragmentos arrefecem até solidificar antes de embaterem com o solo. As bombas vulcânicas podem ser lançadas a vários quilómetros de distância do local de erupção, adquirindo frequentemente formas aerodinâmicas durante o voo. Podem ser de grandes dimensões: a erupção de Asama, no Japão, em 1935, expeliu bombas medindo cinco a seis metros de diâmetro a distâncias até 600 m da chaminé vulcânica.
As bombas vulcânicas são um dos perigos significativos associados ao vulcanismo, podendo causar ferimentos graves e até a morte a pessoas que se encontrem na zona de erupção. Um incidente deste tipo ocorreu na inesperada erupção do vulcão Galeras na Colômbia em 1993: seis pessoas que se encontravam no cume morreram e várias ficaram feridas com gravidade por bombas vulcânicas.

## Tipos de bombas
As bombas vulcânicas são classificadas quanto à sua forma, determinada pela fluidez do magma a partir do qual se formam.

### Bombas cilíndricas ou em fita
Estas bombas formam-se a partir de magma moderadamente ou bastante fluido, expelido como fios de forma irregular e bolhas. Os fios quebram-se em segmentos que caem no solo intactos e se assemelham a fitas. Tais bombas são circulares ou de secção chata, apresentam estrias longitudinais e vesículas laminares.

### Bombas esféricas
Estas bombas também se formam a partir de magma fluido. No caso das bombas esféricas, a tensão superficial é suficiente para manter a forma esférica do material expelido.

### Bombas fusiformes
As bombas fusiformes são formadas pelo mesmo processo que as esféricas, diferindo principalmente na sua forma. Estas bombas entram em rotação durante o voo, o que lhes confere um aspecto alongado (em forma de amêndoa). Apresentam estrias longitudinais, com um dos lados mais liso e largo que o outro, que corresponde ao lado inferior da bomba na queda.

### Bombas "bosta de vaca"
Estas bombas são formadas quando magma muito fluido cai de curtas alturas, de modo que a bomba não solidifca completamente antes do impacto. As bombas espalham-se no solo formando discos arredondados irregulares que se assemelham a bostas de vaca.

### Bombas "crosta de pão"
Se a parte externa da bomba arrefece durante o voo, pode desenvolver uma superfície gretada enquanto o interior se expande. Este tipo de bomba é por isso chamada "crosta de pão".

### Bombascored(nucleadas)
São bombas com camadas de lava cobrindo um núcleo de lava previamente consolidado. O núcleo consiste de fragmentos acessórios de erupções anteriores, fragmentos acidentais de rocha nativa ou, em casos raros, lava formada anteriormente na mesma erupção.